# النظريات غير الرسمية لاختفاء رحلة الخطوط الجوية الماليزية 370
اختفت رحلة الخطوط الجوية الماليزية 370 في الثامن من مارس عام 2014، بعد المغادرة من كوالالمبور إلى بكين، وعلى متنها 227 راكبًا و12 من طاقم الطائرة. صرح رئيس وزراء ماليزيا السابق نجيب رزاق أن رحلة الطائرة انتهت في مكان ما في المحيط الهندي، ولكن لم يقدَّم أي تفسير إضافي. رغم إيجاد حطام يُعتقد إلى حد كبير أنه يعود لتحطم الطائرة، فإن البيانات الرسمية لاقت الكثير من تساؤلات الخبراء، واقتُرحت عدة نظريات عن اختفاء الطائرة. بعض تلك النظريات وصفت بأنها نظريات مؤامرة. تبقى الحادثة خاضعة للتحقيقات.

## خلفية الحدث

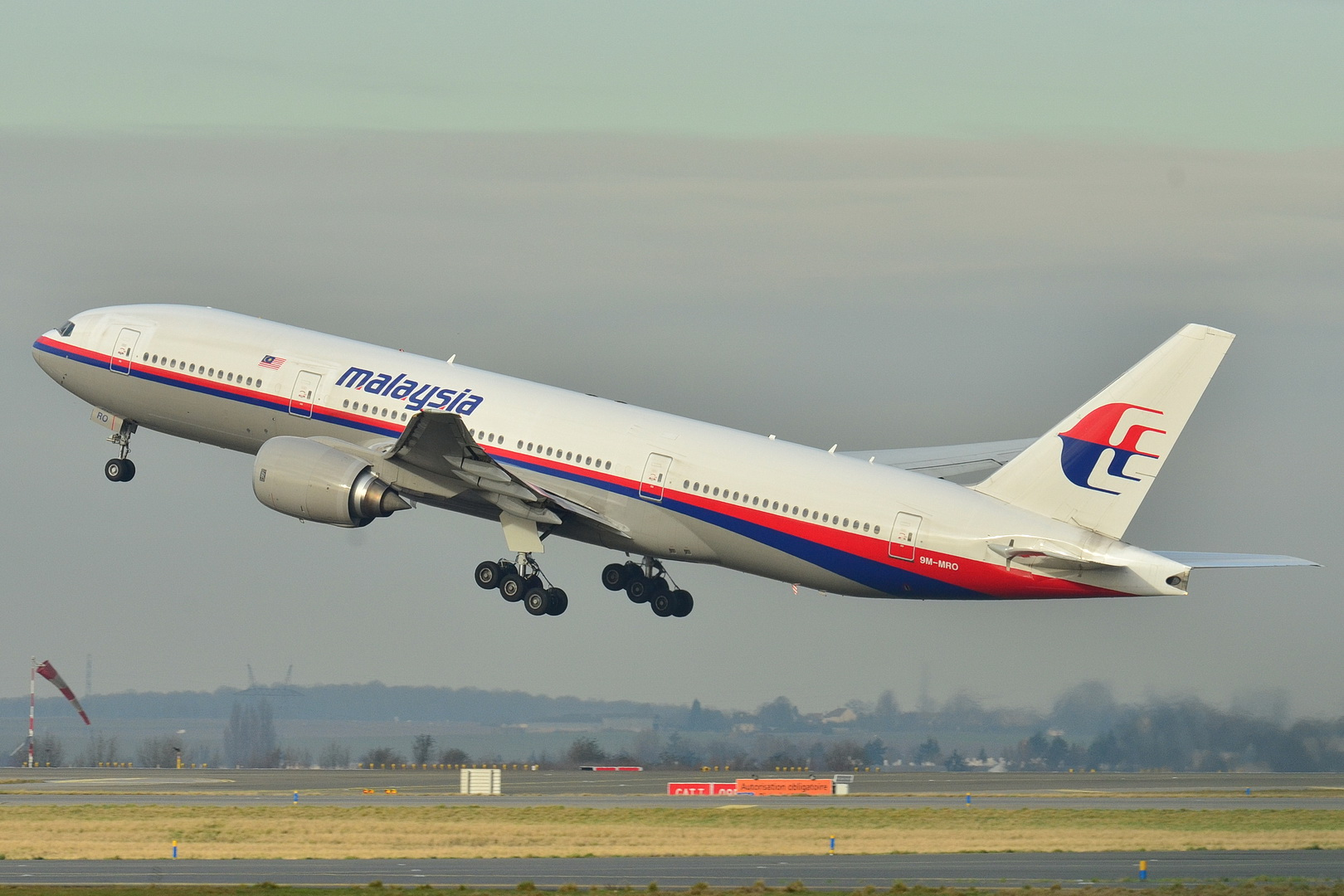
طائرة بوينج 777 التابعة للخطوط الجوية الماليزية تقلع من مطار رواسي تشارلز

شكك أقرباء الضحايا بحقيقة تصريحات الحكومة الماليزية عن فقدان الطائرة، ونظموا مظاهرة احتجاج أمام السفارة الماليزية في بكين بهدف إجبار الحكومة الماليزية على كشف أي معلومات تخفيها عن مكان الرحلة 370.
كتب روب بروذرتون، وهو محاضر في غولدسميثس، جامعة لندن، أن نظريات المؤامرة تظهر مباشرةً بعد حدوث أي كارثة وعدم توفر المعلومات الحاسمة عن سببها. كتب أندرو ليونارد أن الكشف عن معطيات الأقمار الصناعية الجديدة بعد أسبوعين من إخفائها عن العامة دعم مؤلفي نظريات المؤامرة.
من العوامل الأخرى عدم صدور نداء استغاثة من الطائرة. وفق باربرا ديميك من صحيفة لوس أنجيليس تايمز، فإن منتقدي تصريحات الحكومة الماليزية وجدوا أيضًا ما يدعمهم في بيان مركز تنسيق الوكالات المشترك في 29 مايو 2014 الذي نص على أن الطائرة لم تكن في منطقة البحث التي كانت السلطات تمشطها منذ أبريل 2014.
اكتشفت رحلات البحث حطامًا يعتبر بتأكيد كبير أنه نتج عن حادثة التحطم.

### الانتقادات والاستجابة
تدعي مواقع الإنترنت التي تركز على نظرية المؤامرة أن التصريح الرسمي بأن الطائرة تحطمت في المحيط الهندي «محاولة سافرة لإخفاء الحقيقة». تذكر هذه المواقع بأن طائرة بوينغ 777 لا تمتلك الوثوقية البنيوية للنجاة من التحطم في المحيط، وأن ذلك سيكون كما لو اصطدمت الطائرة بجدار إسمنتي بالسرعة الحدية (ألنهائية). إذا اصطدمت الرحلة 370 بالمحيط، حسب زعمهم، فإنها ستتحطم إلى عشرات آلاف القطع، والعديد منها يطفو فوق سطح الماء (كوسائد المقاعد) وسيكون من الممكن رؤيتها تطفو باتجاه شطآن المنطقة أو يمكن لفرق البحث إيجادها بسهولة. تلاشت هذه الانتقادات بعد التعرف على عدة قطع من الطائرة في السنوات اللاحقة لاختفائها.
ذكر البروفيسور كاس سنشتاين من جامعة هارفارد أن المعلومات المتضاربة الصادرة في البداية عن الحكومة الماليزية تفسر الاهتمام بالنظريات البديلة. جادل سنشتاين، الذي كان قد كتب عن الموضوع، في مقابلة له مع صحيفة وول ستريت في 20 مارس 2014 بأن نظريات المؤامرة بشكل عام تولد من رحم الأوضاع المريعة والكارثية لأن هذه الأحداث تجعل الناس غاضبين، وخائفين، ويبحثون عن «هدف».

قال ديفيد سوسي، وهو مفتش سابق في إدارة الطيران الفيدرالية في الولايات المتحدة (إف إيه إيه)، إن النظريات المقدمة في هذه المسألة مهمة عند انعدام وجود معرفة، إذ تساعدنا النظريات والملاحظات على التفكير بعدة احتمالات. في 26 مارس 2014 صرح على سي إن إن قائلًا:
عند التحقيق في حادثة، من المهم الإتيان بنظريات. وخاصة الآن عندما لا نمتلك أي شيء. ليس لدينا أي شيء مفهوم. ليس لدينا شيء لنقوله، آه، نعم؛ لأننا لا نعلم أين الطائرة ونحن نحتاج لأن نعرف السبب. إذا أخذنا نظرية ما، فإن الطائرة في المكان الذي نبحث فيه الآن، إذا أخذنا نظرية أخرى، يكون فيها نوايا دفينة سيئة، كأنهم كانوا يحاولون تجنب الرادارات، فيمكن أن تكون الطائرة في مكان آخر. إذا قلت بأنها كانت، مهما كانت، عليك استخدام هذه النظريات، وموازنتهم مع الحقائق بحيث تعرف إلى أي النظريات تلجأ.
كتب تيم بلاك نائب رئيس تحرير مجلة سبايكد: «... في هذا الظلام، في شبه غياب المعرفة هذا (عن إم إتش 370)، ازدهر التنظير». وفي افتتاحية في جريدة شيكاغو سن-تايمز، لم يصرح فقط بأن «نظريات المؤامرة تملأ فراغًا عند ندرة الوقائع المعلومة»، بل وحرض أيضًا الحكومات على البحث عن الطائرة لتفنيد هذه النظريات وطمأنة عوائل الضحايا ليصلوا إلى راحة البال.
الفرضية الشائعة، المذكورة أيضًا هنا، بأن إم إتش 370 تفادت الرادار الإندونيسي مبنية فقط على تصريح بأن الطائرة لم تكن مراقبة من قبل إندونيسيا. من السهل على مراقبي الرادار ألا ينتبهوا بصريًّا إلى جسم غير متوقع.

## إطلاق النار
يشير عدد من النظريات إلى أن الاختفاء قد يكون نتيجة لحريق شبّ في قمرة القيادة أو مقصورة الشحن أو جهاز الهبوط أو في جزء آخر من الطائرة.
في حادثة سابقة تتعلق بطائرة بوينج 777، في 29 يوليو 2011، عانت رحلة مصر للطيران 667 بينما كانت لا تزال على الأرض من حريق في قمرة القيادة، زاد الأكسجين من اشتعاله، مما أدى إلى تدمير أدوات التحكم في الطيران والأجهزة وإحداث ثقب في جسم الطائرة. على الرغم من وصول رجال الإطفاء في غضون ثلاث دقائق، لكن استغرق إخماد الحريق 90 دقيقة. لمعرفة المزيد من المعلومات حول إجراء الإصلاح الإلزامي الذي فرضته إدارة الطيران الفيدرالية للأسلاك بالقرب من خرطوم أكسجين مساعد الطيار واستبدال خرطوم الأكسجين بآخر لا يحتوي على مكونات معدنية، يجب الوصول إلى سجلات صيانة الخطوط الجوية الماليزية لطائرة 777.
يوجد اقتراح آخر هو عودة الطيارين ومحاولتهم للهبوط الاضطراري في أقرب مطار مناسب في شمال ماليزيا، الذي قد يكون مطار بينانغ الدولي أو مطار لانكاوي الدولي (جزيرة لانكاوي)، وهو مهبط للطائرات يبلغ ارتفاعه 13000 قدم واقترابهم من الماء دون عوائق. قد تكون حالة الطوارئ ناتجة عن حادثة مشابه لحادثة 11 يوليو 1991 الذي تضمن طائرة دوغلاس دي سي -8، ورحلة الخطوط الجوية النيجيرية 2120، التي اشتعلت النيران في إطارها عند الإقلاع، وأدى انتشار الحريق لاحقًا إلى تدمير الطائرة مع فقدان 261 شخصًا. في حادث آخر، اشتعل حريق في طائرة ماكدونيل دوغلاس إم دي -11 في 2 سبتمبر 1998، وحريق في رحلة سويس إير 111 من نيويورك إلى جنيف في قمرة القيادة في الأسلاك الكهربائية، وانتشر بسرعة، مما أدى إلى فقدان أجهزة الطيران والتحكم. تحطمت الطائرة في المحيط الأطلسي مما أسفر عن مقتل 229 شخصًا، على بعد 8 كيلومترات (5.0 ميل) من الشاطئ، جنوب غرب مطار هاليفاكس الدولي، في نوفا سكوتيا، حيث كانت تحاول الطائرة الهبوط الاضطراري. فشلت أجهزة الإرسال والاستقبال وأنظمة الاتصالات في رحلة سويس إير 111 بسبب الحريق والتلف الحراري في لوحة قواطع دوائر إلكترونيات الطيران.

## فرضية الإسقاط
تكهن المعلق السياسي الأمريكي راش ليمبو، وفقًا لشبكة سي إن إن بإسقاط الطائرة. ذكر مؤيدو هذه النظرية إسقاط القوات العسكرية لطائرات مدنية في الماضي، واستشهدوا على ذلك بالرحلة الجوية الإيرانية رقم 655 التي أسقطتها الولايات المتحدة في عام 1988 ورحلة KAL 007 التي أسقطها الاتحاد السوفيتي في عام 1983. في 19 مارس 2014، وصف سكوت مايرويتز مراسل وكالة الأنباء من وكالة أسوشيتيد برس أن نظرية «الإسقاط العرضي» هي واحدة من سبع «نظريات رائدة ومعقولة»، لكنه أضاف أنه «لا يوجد دليل على إسقاط أي جهة حكومية للرحلة 370». قال أكبال بن حاج عبد الصمد، وهو مسؤول دفاعي ماليزي إنه «من غير المحتمل للغاية» أن تكون القوات الجوية لبلاده هي التي أسقطت الطائرة. وفقًا لصحيفة فاينانشيال إكسبريس، رصدت القوات الجوية الماليزية الطائرة على الرادار أثناء طيرانها، لكنها لم تتخذ أي إجراء لأنه اعتُقد أنها طائرة «صديقة».
في مايو 2014، نُشر كتاب رحلة الخطوط الجوية الماليزية 370 للمؤلف نايجل كاوثورن. زعم كاوثورن أنه بعد إسقاط الطائرة خلال تمرين تدريبي على المقاتلة الأمريكية التايلاندية المشتركة، تستر الباحثون عمدًا على ذلك. تلقى الكتاب انتقادات كثيرة، خاصة من الصحيفة الأسترالية التي وصفته هذا النحو: «يفسد كاوثورن عمل الجميع الجيد من خلال استعادة أحداث فاقدة للمصداقية وعفا عليها الزمن من سلة المهملات، ووضع ذلك بين أغلفة كتابه.» انتقدت الخطوط الجوية للرحلة 370 الكتاب ووصفته بأنه «غير ناضج وغير حساس.»
في مقابلة مع سي إن إن في 24 أبريل 2014، ذكر رئيس الوزراء الماليزي، نجيب رزاق، فقط أن الرادار «تعقب طائرة عادت للوراء، لكنهم لم يكونوا متأكدين تمامًا مما إذا كانت هي رحلة 370. كانوا متأكدين فقط أن الطائرة لم تكن معادية».
في 22 ديسمبر 2014، ادعى الرئيس السابق لشركة بروتيوس إيرلاينز، مارك دوغين، أنه قد يكون الجيش الأمريكي هو الذي أسقط الطائرة خوفًا من هجوم مشابه لهجمات 11 سبتمبر على قاعدتهم البحرية في دييغو غارسيا. ووصف مصدر المقالة ان مزاعمه «جامحة.»
في وقت لاحق من نفس العام أُسقطت طائرة بوينج 777 تابعة للخطوط الجوية الماليزية فوق أوكرانيا بصاروخ أرض جو.